# DHL de Guatemala
DHL de Guatemala S.A. is een Guatemalteekse vrachtluchtvaartmaatschappij. De maatschappij is een dochteronderneming van het Panamese DHL Aero Expreso en volledig eigendom van Deutsche Post. DHL de Guatemala vliegt binnen Noord-Amerika.

## Geschiedenis
DHL de Guatemala werd opgericht in 1991 om vrachtvluchten van en naar Guatemala uit te voeren.

## Vloot

### Huidige vloot
De vloot van DHL de Guatemala bestaat uit de volgende toestellen (augustus 2024):
| Type        | In dienst | Orders | Opmerkingen |
| ----------- | --------- | ------ | ----------- |
| ATR 42-300F | 1         | —      | TG-DHP      |
| Totaal      | 1         | —      |             |

Naast haar ATR vliegt de maatschappij met een Boeing 757-200F voor DHL Aero Expreso. Dit toestel heeft de registratie HP-1910DAE.

### Voormalige vloot
DHL de Guatemala vloog ook met de volgende toestellen:
| Type                | Aantal | In dienst | Uitgefaseerd | Opmerkingen |
| ------------------- | ------ | --------- | ------------ | ----------- |
| Dessault Falcon 20  | 2      | 1992      | 1997         |             |
| Fairchild Metro III | 1      | 1994      | 2004         | TG-DHL      |
| Boeing 727-100F     | 1      | 1997      | 1999         | TG-DHP      |

## Bestemmingen
DHL de Guatemala biedt vrachtvluchten aan naar de volgende bestemmingen (augustus 2024):
| Land        | Stad           | Luchthaven                                        | Opmerkingen |
| ----------- | -------------- | ------------------------------------------------- | ----------- |
| Costa Rica  | San José       | Internationale luchthaven Juan Santamaría         |             |
| El Salvador | San Salvador   | Luchthaven El Salvador                            |             |
| Guatemala   | Guatemala-Stad | Internationale luchthaven La Aurora               | hub         |
| Honduras    | San Pedro Sula | Internationale luchthaven Ramón Villeda Morales   |             |
| Honduras    | Tegucigalpa    | Luchthaven Toncontín                              |             |
| Mexico      | Mexico-Stad    | Internationale luchthaven Generaal Felipe Ángeles |             |
| Panama      | Panama-Stad    | Internationale luchthaven Tocumen                 |             |

## Incidenten en ongevallen
- Op 7 april 2022 maakte een Boeing 757-200PCF (registratie HP-2010DAE) een noodlanding op de luchthaven van San José. DHL de Guatemala-vlucht 7216 (en) had hydraulische problemen en brak na de landing in twee delen. Het vliegtuig is afgeschreven, maar er raakte niemand gewond. De luchthaven was enkele uren afgesloten.[8][9][10]